# NGC 881
NGC 881 (другие обозначения — MCG -1-6-89, IRAS02160-0650, PGC 8822) — спиральная галактика (Sc) в созвездии Кит.
Этот объект входит в число перечисленных в оригинальной редакции «Нового общего каталога».
В 2011 году в галактике был замечен взрыв сверхновой SN 2011hk. 